# Mučednice z Orange
Blahoslavené Mučednice z Orange († 6.–26. červenec 1794 v jihofrancouzském městečku Orange) je souhrnné označení 32 řádových sester, převážně řeholnic, jež byly popraveny na gilotině v době Francouzské revoluce. Před vykonáním rozsudku byly řádové sester drženy v Bollène, kde byly odsouzeny k trestu smrti. Důvodem rozsudku bylo odmítnutí přísahat na novou revoluční ústavu.

## Souvislosti
Odmítání řeholníků a duchovních přísahat na revoluční ústavu byla reakce na občanskou ústavu duchovenstva, která byla ve Francii zavedena v roce 1790. Ve městě Orange odmítlo přísahat na revoluční ústavu celkem 322 osob, za což byli odsouzeni k trestu smrti. Přísahání by mj. znamenalo odluku francouzského kléru od Svatého stolce a tím pádem k přeměně na státní církev, či souhlas ke jmenování biskupů a farářů orgány státní moci. Odpírači přísahy byli pronásledováni a vražděni, 30 000 až 40 000 duchovních působilo ilegálně nebo opustili zemi.
V roce 1791 se papež Pius VI. postavil jasně proti francouzské občanské ústavě, následkem čehož byly rozpouštěny řády a počet duchovních úřadů byl silně snížen.

## Mučednice
Oranžské mučednice pocházely z různých, převážně kontemplativních a klauzurních řádových společenstev. Bylo zavražděno 16 voršilek, 13 sakramentek, 2 cisterciačky a jedna benediktinka.
- Sr. Marie-Rose (Suzanne-Agathe Deloye), † 6. července 1794

- Sr. Iphigénie de Saint-Matthieu (Marie-Gabrielle-Françoise-Suzanne de Gaillard de Lavaldène), † 7. července 1794

- Sr. des Anges (Marie-Anne de Rocher), † 9. července 1794
- Sr. Sainte-Mélanie (Marie-Anne Madeleine de Guilhermier), † 9. července 1794

- Sr. Agnes de Jésus (Jeanne de Romillon), † 10. července 1794
- Sr. Sainte-Sophie (Marie-Gertrude de Ripert d'Alauzier), † 10. července 1794
- Sr. Agnès de Jésus (Sylvie-Agnès de Romillon), † 10. července 1794

- Sr. Saint-Martin (Marie-Clotilde Blanc), † 11. července 1794
- Sr. Saint Théotiste du Saint-Sacrement (Marie-Elisabeth Pélissier), † 11. července 1794
- Sr. Sainte-Sophie (Marie-Marguerite de Barbégie d'Albrède), † 11. července 1794
- Sr. Sainte-Pélagie de Saint-Jean le Baptiste (Rosalie-Clotilde Bès), † 11. července 1794

- Sr. Catherine de Jésus, (Marie-Madeleine de Justamond), † 12. července 1794
- Sr. Rose de Saint-Xavier (Madeleine-Thérèse Talieu), † 12. července 1794
- Sr. Marie de Saint-Henri (Marguerite-Eléonore de Justamond), † 12. července 1794
- Sr. Marta du Bon-Ange (Marie Cluse), † 12. července 1794

- Sr. Saint-Alexis (Anne-Andrée Minutte), † 13. července 1794
- Sr. Madeleine de la Mère de Dieu (Elisabeth Verchières), † 13. července 1794
- Sr. Saint-Gervais (Marie-Anastasie de Roquard), † 13. července 1794
- Sr. Saint-François (Marie-Anne Lambert), † 13. července 1794
- Sr. Sainte-Françoise (Marie-Anne Depeyre), † 13. července 1794
- Sr. Marie de l'Annonciation (Thérèse-Henriette Faurie), † 13. července 1794

- Sr. du Cœur de Marie (Dorothée Madeleine Julie de Justamond), † 16. července 1794
- Sr. Marie de Jésus de la conception du Saint-Sacrement (Marguerite-Thérèse Charansol), † 16. července 1794
- Sr. Saint-Joachim (Marie-Anne Béguin-Royal), † 16. července 1794
- Sr. Saint-Michel (Marie-Anne Doux), † 16. července 1794
- Sr. Aimée de Jésus (Marie-Rose de Gordon), † 16. července 1794
- Sr. Saint-André (Marie-Rose Laye), † 16. července 1794

- Sr. Saint-Basile (Anne Cartier), † 20. července 1794

- Sr. du Cœur de Jésus (Elisabeth-Thérèse de Consolin), † 26. července 1794
- Sr. Sainte-Rosalie (Marie-Claire Du Bac), † 26. července 1794
- Sr. Catherine de Jésus (Marie-Madeleine de Justamond), † 26. července 1794
- Sr. de Saint-Augustin (Marie-Marguerite Bonnet), † 26. července 1794

## Uctění památky
Papež Pius XI. mučednice z Orange v roce 1925 prohlásil za blahoslavené. V křesťanské ikonografii jsou zobrazovány v hábitu jak vstupují na popraviště, kde je z nebe vítají patroni řádů a andělé. Relikvie mučednic se nacházejí v truhle v oranžské katedrále Panny Marie.